# Вальтер Франц
Вальтер Франц (нім. Walther Franz; 7 серпня 1880, Мюльгайм-на-Рурі — 19 січня 1956, Шенінген) — німецький військово-морський діяч, віцеадмірал (1 грудня 1928).

## Біографія
7 квітня 1897 року вступив на службу в ВМФ кадетом. Пройшов підготовку на навчальних суднах «Шарлотта» (1898) і «Софія» (1899) і у військово-морському училищі (1900). 23 вересня 1900 року отримав звання лейтенанта. У 1901-03 роках знаходився в плаванні біля берегів Східної Азії на легких крейсерах «Буссард» і «Тетіс». З 26 серпня 1913 року — 2-й офіцер Адмірал-штабу в штабі командувача розвідувальними силами флоту, з 7 лютого 1916 року — в штабі флоту відкритого моря. Учасник Першої світової війни. З 3 вересня 1918 року — командир легкого крейсера «Кенігсберг».
Після демобілізації армії залишений на флоті. З 6 березня 1919 року — командир батальйону добровольчого полку «Кіль», брав участь у боях з прокомуністично налаштованими бунтівниками. З 1 жовтня 1919 року — директор артилерії і навігації, з 19 травня 1923 року — верф-обер-директор військово-морських верфей у Вільгельмсгафені. З 11 жовтня 1928 року — командувач морськими силами на Балтиці і 2-й адмірал дивізії лінійних кораблів. 1 січня 1930 року призначений командувачем лінійними кораблями, але вже 27 лютого 1930 року вийшов у відставку.
24 травня 1939 року повернутий на службу і зарахований у розпорядження ОКМ. З 3 вересня 1941 року — імперський комісар Призового суду. 29 вересня 1941 року призначений начальником видавничої служби ОКМ. 17 травня 1944 року залишив пост, а 31 травня вийшов у відставку.

## Нагороди
- Орден Корони (Пруссія) 4-го класу (23 червня 1916)
- Медаль «За кампанію в Південно-Західній Африці» в сталі (1907)
- Залізний хрест
  - 2-го класу (24 січня 1915)
  - 1-го класу (15 лютого 1915)
- Військовий Хрест Фрідріха-Августа (Ольденбург) 2-го і 1-го класу (15 червня 1916) — отримав 2 нагороди одночасно.
- Орден Альберта (Саксонія), лицарський хрест 1-го класу з мечами (23 червня 1916)
- Ганзейський Хрест
  - Любек (20 вересня 1916)
  - Гамбург (17 вересня 1918)
- Орден «За заслуги» (Баварія) 4-го класу з мечами і короною (5 березня 1917)
- Військова медаль (Османська імперія) (15 серпня 1917)
- Орден Церінгенського лева, лицарський хрест 1-го класу з мечами (23 травня 1918)
- Хрест «За заслуги у військовій допомозі» (14 вересня 1920)
- Хрест «За вислугу років» (Пруссія) (12 грудня 1920)
- Почесний хрест ветерана війни з мечами (15 грудня 1934)
- Хрест Воєнних заслуг 2-го класу з мечами (1 вересня 1942)